# Désir mimétique
Pour les articles homonymes, voir Mimétisme (homonymie).
Le désir mimétique est une théorie unitaire élaborée par René Girard exploitant un seul et même mécanisme, l'imitation, pour expliquer un grand nombre de phénomènes humains. Il développe ses analyses dans plusieurs domaines : psychologie, anthropologie, sociologie (notamment dans ses aspects religieux), culture, etc.
Toute une école s'est depuis développée pour en exploiter toutes les implications sur les différents aspects de la vie humaine : politologie, économie, etc.

## Généralités
La mimesis « action de reproduire ou de figurer ». est déjà mentionnée par Aristote : « L'homme diffère des autres animaux en ce qu'il est le plus apte à l'imitation. » Chez Freud, le propre de l'humain est le désir qui est au centre de toutes les structurations et déstructurations psychiques. René Girard, en rassemblant les deux termes, a développé le concept de désir mimétique qui est l'interférence immédiate du désir imitateur et du désir imité. En d’autres termes, ce que le désir imite est le désir de l’autre, le désir lui-même.
L'exemple, donné par René Girard, d'enfants qui se disputent des jouets semblables en quantité suffisante, conduit à reconnaître que le désir mimétique est sans sujet et sans objet, puisqu'il est toujours imitation d'un autre désir et que c'est la convergence des désirs qui définit l'objet du désir et qui déclenche des rivalités où les modèles se transforment en obstacles et les obstacles en modèles.
Depuis plus d'un quart de siècle, René Girard renouvelle l'anthropologie et ses ramifications dans la psychologie et l'économique[réf. nécessaire] - selon une logique qui réorganise tous nos savoirs  - à partir d'une idée forte, claire et unitaire. Aristote, après Platon, avait placé l'imitation au cœur de la culture, car il n'y a pas d'apprentissage sans imitation. René Girard, inspiré par la littérature et la mythologie, révèle la dimension conflictuelle de l’imitation et son rapport avec la violence.
« L'homme désire toujours selon le désir de l'Autre » est le postulat du désir mimétique, dans un conflit tragi-comique dont les protagonistes deviennent interchangeables et transformés en « doubles » symétriques, « en miroir » dans une relation duale de la rivalité mimétique qui conduit à la violence mimétique.
Sur la scène collective, la violence mimétique suscite la victime émissaire, bientôt transformée en dieu parce que son sacrifice a ramené la paix sociale. La violence et le sacré (1972) démonte ce dispositif qui expulse la violence en engendrant le sacré.
Sur le plan individuel, selon Girard, les humains se haïssent parce qu'ils s'imitent. Le mimétisme engendre la rivalité, mais en retour la rivalité renforce le mimétisme. Les protagonistes d'un tel conflit tragique ou comique ne voient pas qu'ils sont interchangeables, symétriques, des « doubles », mais l'observateur extérieur le voit : il y a double logique, celle du désir et celle de l'imitation.  En d'autres termes, faire de l'Autre un modèle, c'est faire de lui un rival. 

### Aspects particuliers du désir mimétique
Au niveau social des congénères et des collègues qui partagent la même loi (lex. legis) et le même héritage (legs), la mimétique consiste à faire « comme tout le monde » dans le conformisme dont l’exemple illustratif est l’effet de la mode. C’est le niveau de la confusion (à la fois « prendre l’un pour l’autre » et « fondre ensemble l’un dans l’autre ») entre « besoin » et « désir ».  Le besoin d’habillement peut être satisfait par n’importe quel vêtement, alors que « le désir selon l’Autre » du postulat girardien se rapporte à la particularité d’une telle marque et d’un tel type désignée par la mode.
Au niveau symbolique des transcendances, la mimétique est la communion autour des mêmes croyances et règles de vie dont l’exemple illustratif est dans les grandes messes religieuses ou sociales, phénomènes étudiés par Erich Fromm dans son idée fondamentale de l’union au monde. C’est le niveau du désir pur sans objet, puisque c’est l’imitation du désir de l’Autre qui désigne le modèle à imiter dont la distance est infranchissable. C’est le niveau des cultes et de la violence mimétique des foules.

### Critiques particulières du désir mimétique de Girard
Les critiques se rapportent à la mimétique et au désir dans la confusion des niveaux de réalité physique, social, psychique et symbolique dégagés dans la théorie des contextes d’Anthony Wilden.
La critique ingéniérale et managériale de Jean-Pierre Dupuy (par ailleurs collaborateur et vulgarisateur de R. Girard) se rapporte à la confusion entre le besoin et le désir, l’objet et sa représentation, en termes freudiens : le « pénis » et le « phallus ». L’objet convoité à s’approprier n’est pas partageable, alors que sa représentation ou l’idée que l’on se fait de lui l’est. La violence mimétique de l’appropriation se rapporte à l’objet qu’est le besoin et non pas à sa représentation qu’est le désir.
Plus sévère, dans son ouvrage René Girard, un allumé qui se prend pour un phare (Kimé, 2010), l'universitaire français René Pommier décrit la théorie du désir mimétique comme « un postulat séduisant, mais absurde » jugeant les archétypes littéraires sur lesquels René Girard s'appuient, tels Don Juan ou Don Quichotte, controuvés.

### Filmographie
- René Girard, la vérité mimétique, documentaire réalisé par Yves Bernanos (2021) - co-produit par Crescendo Films et KTO - multidiffusé sur la chaine KTO en janvier 2022.